# Rosa Ponselle
Rosa Ponselle (22 de janeiro de 1897 - 25 de maio de 1981) foi uma soprano norte-americana, nascida em Connecticut e de ascendência italiana, que se tornou a primeira estrela do Metropolitan Opera treinada apenas nos Estados Unidos e reinou no repertório dramático e lírico-spinto nas décadas de 20 e 30.

## Carreira
Nascida Rosa Ponzillo, era filha de imigrantes italianos vindos dos arredores de Nápoles. Começou a cantar em vaudevilles em 1915, junto com sua irmã, Carmella Ponselle, que já se iniciara nessa carreira. Em 1918, quando fazia uma audição para o professor e empresário William Thorner, ela foi descoberta pelo célebre tenor Enrico Caruso, o qual se impressionou com sua qualidade vocal e a levou imediatamente para os palcos do Metropolitan Opera, em Nova York, que necessitava de uma intérprete para o papel de Leonora, de La Forza del Destino. Assim, inesperadamente, Ponselle iniciou sua grande carreira naquele teatro em 15 de novembro de 1918. As críticas foram bastante favoráveis, e ela obteve sucesso com a platéia. Entretanto, ao contrário do que diz a lenda, houve também menções negativas à sua intepretação, embora fosse reconhecido o imenso potencial da jovem soprano. O crítico do New York American, Max Smith, comentou sobre sua performance:
"It was difficult to believe that Miss Ponselle's earlier stage experiences had been confined to vaudeville, so much assurance she exhibited yesterday while facing a gathering that might well have unnerved her. To judge from her demeanor and her acting one would have taken her to be a youthful singer well versed in the routine of lyric drama. Always in gesture, in pose, and in facial expression did she seem to have perfect command of herself. And this gave cause for quite as much surprise as did the quality of her voice, the control she exerted over it while supporting her tones on an ample supply of breath, and the dramatic intensity she so spontaneously infused in her singing."
Após seu debute bem-sucedido, Ponselle voltou a atuar com Enrico Caruso em La Juive, de Jacques Fromental Halévy, em 1919, e novamente La Forza del Destino, em 1920. Especialmente após a morte de Caruso, seu parceiro de palco mais freqüente foi o tenor Giovanni Martinelli, com quem realizou várias gravações para o selo Victor.
Em 1927, Ponselle canta sua primeira Norma, um dos maiores êxitos de sua carreira. A soprano foi considerada a maior intérprete desse papel  até o advento de Maria Callas nos anos 1950, seguida por Joan Sutherland e Montserrat Caballé. 

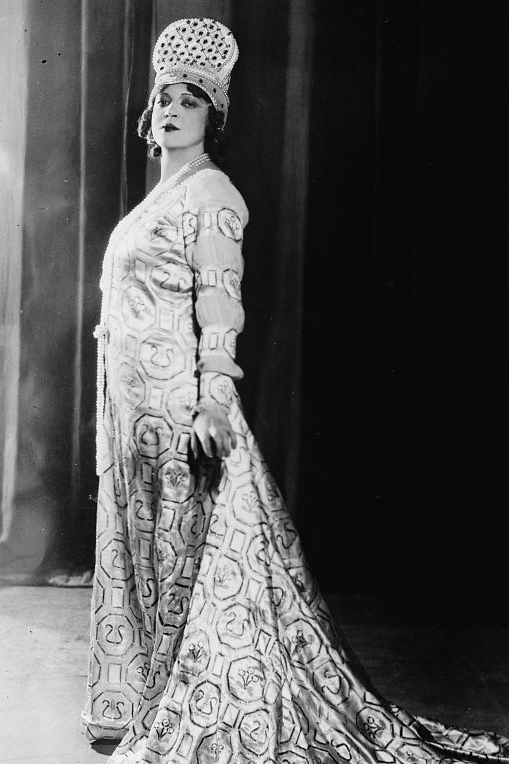
Rosa Ponselle como Mathilde, de Guilherme Tell.

De seu debute até 1937, ela interpretou 23 obras no Metropolitan Opera e nas turnês do teatro pelos Estados Unidos: Leonora (La Forza del Destino), Santuzza (Cavalleria Rusticana) e Rezia (Oberon), em 1918; Rachel (La Juive) e a parte da soprano no Requiem de Verdi, em 1919; Aida, da ópera homônima e a soprano na Misse Solemnelle de Rossini, em 1920; Elisabetta (Don Carlo), Maddalena (Andrea Chénier) e Elvira (Ernani) em 1921; Margared (Le Roi d'Ys), em 1922; Mathilde (Guilherme Tell) e Selika (L'Africaine), em 1923; Leonora (Il Trovatore) e La Gioconda, da ópera homônima, em 1924; Giulia (La Vestale), em 1925; Flora (L'Amore dei Tre Re), em 1926; Norma, em 1927; Donna Anna (Don Giovanni) e Luisa Miller, da ópera homônima de Verdi, em 1929; Violetta (La Traviata) e Zoraima (La Notte di Zoraima, de Montemezzi-Ghisalberti), em 1931; e Carmen, da ópera de Bizet, em 1935.
Em 1937, logo após seu casamento com Carle A. Jackson, de Baltimore, Rosa Ponselle abandonou os palcos operísticos repentinamente, com apenas 40 anos. Sua última performance ocorreu em 17 de abril de 1937 em Cleveland, tendo sido preservada em gravação radiofônica, que mostra sua voz ainda em excelente estado, embora nitidamente menos flexível no registro agudo.
Sua aposentadoria precoce, segundo alguns, se deveu às críticas negativas recebidas pela sua polêmica Carmen. Entretanto, na sua biografia feita por James A. Drake ("A Centenary Biography"), o evento é relacionado à recusa do Metropolitan Opera em produzir para ela a ópera Adriana Lecouvreur, de Francesco Cilea, o que a teria desagradado bastante, dentre outras divergências com a direção do teatro. Procurando novos desafios, Ponselle fez um teste para o cinema, em Hollywood, cujos vídeos, em que ela canta árias de Carmen, ainda existem. Entretanto, o estúdio foi reticente quanto ao seu potencial, e o cachê requerido pela diva - de 1 milhão de dólares - fez encerrar o negócio. Isso, aliado ao seu desejo de aproveitar mais o tempo com o marido, provavelmente levaram à sua repentina decisão.
Ponselle atuou em mais de 300 récitas no Metropolitan Opera, o que fez dela uma das maiores e mais freqüentes estrelas do teatro entre 1918 e 1937. Ao longo de toda a sua carreira, Rosa Ponselle somente cantou fora dos Estados Unidos em três temporadas no Covent Garden, de Londres, e uma no Maggio Musicale de Florença.
A soprano continuou com sua carreira de concerto até 1939, quando então deixou os palcos para sempre. Em 1949, enfrentou um traumático divórcio, após conturbados anos de casamento. Em 1950, ela se tornou diretora artística da Baltimore Civic Opera, cargo que utilizou para promover e incentivar diversos artistas jovens, alguns dos quais se tornaram famosos, como Beverly Sills, que, muito jovem, lá cantou Manon. Durante anos, foi também professora de canto, tendo treinado artistas de futura fama como Beverly Sills, Raina Kabaivanska, Sherrill Milnes e James Morris.
Em 1954, Ponselle fez uma série de gravações de canções e árias de óperas em sua propriedade Villa Pace (uma homenagem à célebre ária Pace, pace, mio Dio! de La Forza del Destino), próximo a Baltimore, onde viveu desde os anos 1940 até sua morte. Nelas, ela mostra um estado vocal ainda bastante satisfatório, mantendo o mesmo timbre inconfundível de outrora.

## Voz e interpretação
Ponselle se notabilizou pelo legato impecável e suave e pela voz dramática de grande porte, dotada de um incofundível timbre cálido, voluptuoso e límpido. Possuía também uma grande extensão vocal - que no auge ia do Dó2 ao Dó5 -, o que lhe permitia emitir desde graves de peito dignos de contralto até o registro agudo, possante e brilhante, embora, especialmente na fase posterior de sua carreira, problemático para atingir notas próximas ao Dó5, do qual ela abertamente declarou ter medo. Em entrevista de 1955, disse que a primeira coisa que fazia ao avaliar um possível novo papel era contar o número de Dó5 que o papel possuía.
Devido à riqueza e facilidade de seu registro grave e ao tom escuro do registro médio, discute-se se Rosa Ponselle não foi, na realidade, uma mezzo-soprano. Ela mesma disse a Marilyn Horne que, se não houvesse começado tão jovem, teria provavelmente estudado como mezzo. O fato, entretanto, é que ela se adaptou perfeitamente ao repertório de soprano lírico-spinto e dramática, embora, em seus últimos anos, a redução de seu registro agudo e os tons mais graves do registro médio possam indicar que ela estava em vias de se tornar de fato uma mezzo.
Além disso, ela possuía enorme presença de palco, como atestam críticos da época, e logrou cantar com sucesso inclusive passagens de coloratura, como Elvira (Ernani) e Norma, qualidade rara entre sopranos dramáticas, especialmente no seu domínio do trilo.
No início de sua carreira operística, muitos críticos consideraram que a jovem Rosa Ponselle era ainda inexperiente e pouco apurada na arte da atuação, fato mencionado em resenhas da época. Entretanto, com o passar dos anos, observou-se uma progressiva melhoria e aperfeiçoamento de sua atuação, que acabou por ser bastante elogiada.
A própria Rosa Ponselle, em entrevista, afirma sobre seu trabalho de aperfeiçoamento durante os primeiros anos da carreira:
"Geraldine Farrar once paid me a very lovely compliment. When she was asked how a person could have a voice like Rosa Ponselle, her answer was, "Only by a special arrangement with God." But in the very next breath she said, "And then you have to work very, very hard indeed." You get her point. Believe me, I worked hard, so hard that I never really had a life of my own in all the years I was singing. You also have to be somebody who is willing to suffer, to feel the pain that goes with all of it. Caruso used to say to all of us, "It's necessary to suffer in order to be great."
De fato, após seu inesperado debute, Rosa Ponselle teve de estudar e treinar bastante para aproveitar seu potencial, até ser considerada, de forma praticamente unânime, uma grande diva no fim dos anos 1920. Além de tudo, como não havia tido uma carreira operística antes de se lançar em uma das maiores casas de ópera do mundo, ela teve de aprender todo um repertório rapidamente.
Relatada por muitos como uma artista insegura nos palcos, seu temor do Dó sobreagudo seria, segundo ela própria, devido à experiência tida, em sua segunda temporada no Met,  de não conseguir sustentar o Dó sobreagudo na famosa ária O patria mia, de Aida. Alguns associam à sua insegurança o fato de ela ter restringido sua carreira praticamente apenas a Nova York.

## Citações
Abaixo, algumas traduções livres de citações feitas por grandes personalidades envolvidas com a música sobre Rosa Ponselle:
• "Eu acho que todos nós sabemos que Ponselle foi simplesmente a maior cantora de todos nós!" (Maria Callas)

• "Eu encontrei três milagres - Enrico Caruso, Tita Ruffo e Rosa Ponselle." (Tullio Serafin)
• "Quando se ouvia Rosa Ponselle no palco ou em gravações, ouvia-se a mais rica, sensual e perfeita voz na história viva ou gravada." (Tullio Serafin)
• "Ao tocar suas gravações, eu me pego comentando repetidamente: isso é a definitiva perfeição." (Elisabeth Schwarzkopf)
• "Existem dois cantores que você deve pôr à parte: um é Enrico Caruso, a outra é Rosa Ponselle. Então você pode começar a discutir todos os outros!" (Geraldine Farrar)
• "Ela tornava ouro tudo o que tocava. Nós nunca ouviremos alguém como ela novamente…" (Walter Legge)